# All Because of You (песня U2)
«All Because of You» (с англ. — «Всё из-за тебя») — песня ирландской рок-группы U2, второй сингл из альбома How to Dismantle an Atomic Bomb. Песня была выпущена для ротации в Северной Америке одновременно с выходом альбома (первый сингл — Vertigo, был издан несколькими месяцами ранее).

## Концертные выступления
«All Because of You» регулярно исполнялась на ранней стадии турне Vertigo Tour, однако, позднее песню использовали не так часто. Обычно её играли как вторую песню «на бис». Объявляя песню Боно говорил: «это песня о любви к The Who», признавая очевидное влияние этой группы на звучание композиции. Также, во время исполнения песни на концертах Боно играл на бубне.

## Музыкальное видео
Музыкальное видео для этой песни было снято в Нью-Йорке. Группа играла на платформе, размещённой на борту грузовика, который ездил по Манхэттену, а музыканты исполняли песню прямо перед удивлёнными местными жителями (так как о выступлении не предупреждали заранее). Затем U2 проехали от Манхэттена до Бруклина, где отыграли импровизированный мини-концерт.

## Список композиций
Версия 1
1. «All Because of You» (Single Mix) (3:19)
2. «She's a Mystery to Me» (Live from Brooklyn) (2:42)

Версия 2
1. «All Because of You» (Single Mix) (3:19)
2. «Miss Sarajevo» (Live from Milan) (5:15)
3. «A Man and a Woman» (Acoustic Version) (4:27)

Версия 3
1. «All Because of You» (Video) (3:35)
2. «City of Blinding Lights» (Video) (4:35)
3. «All Because Of You» (Single Mix) (3:19)

Версия сингла изданная на DVD to «All Because of You». Помимо двух музыкальных видео, присутствует оригинальная песня «All Because of You».
Версия 4
1. «All Because of You» (Album Version) (3:34)
2. «Fast Cars» (Jacknife Lee Mix) (3:28)

Версия сингла изданная только на территории Канады, 8 февраля 2005.
Версия 5
1. «All Because of You» (Live From Chicago) (3:35)
2. «Fast Cars» (Jacknife Lee Mix) (3:28)

Цифровая версия сингла, которую можно было загрузить через интернет, она была выпущена 10 октября 2005.

## Хит-парад
| Хит-парад (2005)                 | Высшая позиция |
| -------------------------------- | -------------- |
| Australian ARIA Chart            | 23             |
| Austrian Singles Chart           | 37             |
| Belgian Singles Chart (Flanders) | 27             |
| Belgian Singles Chart (Wallonia) | 36             |
| Canadian Hot 100                 | 1              |
| Dutch MegaCharts                 | 4              |
| Irish Singles Chart              | 4              |

| Хит-парад (2005)                    | Высшая позиция |
| ----------------------------------- | -------------- |
| Italian Singles Chart               | 2              |
| Norwegian Singles Chart             | 13             |
| Spanish Singles Chart               | 2              |
| Swedish Singles Chart               | 37             |
| UK Singles Chart                    | 4              |
| US Billboard Modern Rock Tracks     | 6              |
| US Billboard Mainstream Rock Tracks | 20             |